# شون تومبكينز
شون تومبكينز هو ملاكم كيك بوكسينغ كندي، ولد في 16 مارس 1974 في تيلسونبيرج في كندا، وتوفي في 14 أغسطس 2011 في لندن في كندا.

## وصلات خارجية
- شون تومبكينز على موقع شيردوغ (الإنجليزية)
- شون تومبكينز على موقع IMDb (الإنجليزية)